# Tonpheung
Tonpheung es un distrito de la provincia de Bokeo, Laos. A 1 de marzo de 2015 tenía una población censada de 34 476 habitantes.
Se encuentra ubicado al noroeste del país, cerca del río Mekong y de la frontera con Tailandia y Birmania.